# 원정화
원정화(元正花, 1974년 1월 29일 ~ , 함경북도 청진시 출생)는 조선민주주의인민공화국에서 태어난 탈북민이다.

## 생애
1974년에 함경북도 청진시에서 태어났다. 1988년, 고무산여자고등중학교 4학년 때는 학업 성적이 우수하여 '이중 영예 붉은기 휘장'을 받았고 15세 때 김일성사회주의청년동맹에 발탁돼 공작원을 양성하는 학교인 금성정치군사대학에서 교육받았으나 1992년 머리 부상으로 소속된 특수부대에서 의병전역했다. 1998년부터 국가안전보위부에 포섭되어 공작 활동을 시작하였다가, 2008년 7월 15일에 대한민국의 군경 합동 사법 당국에 국가보안법 위반으로 일본에서 귀국 직후 체포되었다. 이와 동시에, 계부 김동순과 한국군 내에서 협력한 사람들도 체포되었다. 그리고 원정화는 모 부대 정훈장교인 대위 황 모씨(1981?)와 내연 관계를 유지하면서 대위(진) 황 모씨를 이용해 군사 기밀을 빼내었고 대위(진) 황 모씨는 원정화가 자신보다 7살이나 연상인 데다가 간첩이라는 사실을 알면서도 내연 관계를 유지 하였다. 결국, 이 사건으로 대위(진) 황 모씨는 파면되어 불명예 퇴역 되면서 구속기소되어 2009년 대법원에서 징역 3년6월의 실형을 확정판결 받았다.
원정화는 수원지방법원에서 열린 재판에서 "간첩으로 활동하여 후회한다"는 내용의 전향서를 제출한 가운데 수원지방법원 제11형사부(재판장 신용석 부장판사)는 2008년 10월 15일 국가보안법 위반 혐의로 구속 기소된 원정화에게 "국가보안법상 간첩, 목적수행, 자진지원, 금품수수, 잠입과 탈출, 찬양과 고무, 회합과 통신 등에 관한 공소사실이 모두 유죄로 인정된다 피고인이 성을 매개로 군인과 정보기관 요원에게 접근해 약취, 유인을 시도하고 기존에 없던 탈북자 신분을 이용해 기밀 탐지활동을 장기적으로 수행했으며 중국에서 납치한 한국인 사업가가 사망했을 가능성이 높은 반인륜적 범죄"라고 하면서도 "취득한 군사기밀이 언론매체와 정보통신의 발달로 일반인의 접근이 가능해 국가안보에 심각한 위해를 주지않은 점, 북한에서 태어나 행위 선택의 폭이 다양하지 못했던 점, 수사에 협조하고 전향서를 제출하고 반성하고 있는 점 등을 참작해 형량을 정했다"고 하면서 검찰이 구형한대로 징역 5년을 선고했다.  피고인 원정화의 국선변호인을 맡은 대한법률구조공단 수원지부는 "최근 항소심 경향이 1심 판결을 존중하는 추세인데다 재판이 계속 진행될 경우 집중될 언론의 관심에 대한 부담감이 커 항소하지 않기로 한 것으로 알려졌다."고 밝힌 가운데 검찰도 1심 재판부가 구형량대로 선고를 했기 때문에 항소하지 않아 1심 판결이 최종 확정되었다. 검찰은 여러  진술을 확보했으나 "탈북자 100여 명과 한국인 사업가 7여 명을 북한으로 납치 송환했다"는 것은 입증하지 못했다.
그러나 원정화의 의붓 아버지 김동순은 "간첩으로 인정할 만한 증거가 없다"면서 법원에서 2009년 2월의 제1심, 2010년 7월 제2심에서 모두 무죄를 선고받고 대법원에서 2012년에 최종 확정되었다..
한편, 조선민주주의인민공화국 측은 2010년 4월 조선중앙방송을 이용해 이 사건을 남측에서 한 날조극이라고 주장하였고 이보다 앞선 2008년 9월 조국평화통일위원회 담화를 이용해서도 비슷하게 주장하였다. 특히 조평통 담화는 원정화를 '범죄자', '인간 추물'이라 원색으로 비난하였다..
2013년 만기 출소한 이후로 대한민국 검찰 및 경찰의 보호 하에 딸과 함께 지내고 있다. 전향 이후로 공개적인 활동은 주로 보수 언론에서의 북한 현실에 대한 인터뷰에 참여하고 있다.

월간지‘신동아’(2014년 4월호)는 "원정화가 2014년 2월 말 자신의 의붓아버지인 김동순을 만나 북한 보위부 직파간첩, 탈북 이후 3차례 북한 방문 등 사건 당시부터 자신이 주장했던 주요 간첩 행적을 부인하는 대화를 했다."고 보도했다.  보도 직후 민주사회를 위한 변호사 모임(민변)은 ‘신동아 보도에 대한 입장’이란 제목의 보도자료를 발표하고 진상규명을 요구했다. 한겨레는 2014년 3월 22일 “검찰로부터 허위진술을 강요당했다. 나는 간첩이 맞지만, 아버지는 아니다”라는 원정화 인터뷰 내용을 보도하면서 수사 조작 의혹을 제기했다. 하지만 원정화는 '신동아 2014년 4월호’가 보도한 “보위부의 ‘보’자도 모른다. 나는 북한 보위부가 남파한 간첩이 아니다”라는 취지의 자신의 비공개 증언에 대해 부인하며 “어린 나이부터 보위부 요원에 선발됐다고 말하면 아버지가 놀랄까봐 그렇게 설명드린 것”이라고 하면서 2014년 4월 8일에는 “나는 간첩행위를 인정하고 죗값도 정당하게 치렀다. 내 사건은 수사과정에서 회유와 협박으로 이뤄진 것이 아니라 오랜 내사와 많은 증거물을 대한민국 법기관에서 충분히 검토하고 판결을 내려 처벌을 한 것이다. 대한민국에서 조용히 살려는 저를 더 이상 괴롭히지 말고 딸과 편안히 살 수 있게 해 달라.”라는 내용을 담은 문서를 언론사에 배포했다.

## 같이 보기
- 김현희
- 마타 하리
- 쉬리
- 국가정보원
- 2008년 위장 탈북 간첩사건
- 남파공작원